# Fabula och sujett
Fabula (ryska: фабула) och sujett (ryska: сюжет lyssna (fil)) är två ursprungligen ryska begrepp inom litteraturvetenskapen som ofta kontrasteras mot varandra. Fabula - med samma etymologi som fabel - utgör där det som faktiskt hände, medan sujett utgör den ordning och det sätt som det som hände presenteras i. Det kan även uttryckas som att fabula "är berättelsestoff som av en sujett organiseras i en narrativ struktur." Begreppet började användas från och med 1920-talet av de inflytelserika kritikerna och ryska formalisterna Viktor Sklovskij och Vladimir Propp.